# Górowa
Górowa – dawna wieś zniesiona z 2009 r., wieś włączono do nowo utworzonej wsi Podole-Górowa, w Polsce, położona w województwie małopolskim, w powiecie nowosądeckim, w gminie Gródek nad Dunajcem. Stanowi wschodnią część wsi.
Górowa to dawny obszar dworski. W 1900 roku obejmował obszar 228 ha. Obszar dworski zniesiono w 1919 roku i włączono do gminy jednostkowej Podole, następnie nazywanej Podole-Górowa. W 1934 z gminy tej powstała gromada Podole-Górowa w nowo utworzonej zbiorowej gminie Kobyle-Gródek.
W latach 1975–1998 miejscowość położona była w województwie nowosądeckim.
Z dniem 1 stycznia 2009 dotychczasowe nazwy dwóch wsi Podole i Górowa zamieniono na Podole-Górowa oraz utworzono wieś o tej nazwie.